# Ahvenjärvi (Jukkasjärvi socken, Lappland, 755175-173867)
Ahvenjärvi är en sjö i Kiruna kommun i Lappland och ingår i Torneälvens huvudavrinningsområde. Sjön har en area på 0,0889 kvadratkilometer och ligger 443,2 meter över havet. Ahvenjärvi ligger i Torneträsk-Soppero fjällurskog Natura 2000-område.

## Delavrinningsområde
Ahvenjärvi ingår i det delavrinningsområde (755722-174253) som SMHI kallar för Ovan 755785-174300. Medelhöjden är 435 meter över havet och ytan är 45,04 kvadratkilometer. Det finns inga avrinningsområden uppströms utan avrinningsområdet är högsta punkten. Kesasjoki som avvattnar avrinningsområdet har biflödesordning 3, vilket innebär att vattnet flödar genom totalt 3 vattendrag innan det når havet efter 374 kilometer. Avrinningsområdet består mestadels av skog (65 procent) och sankmarker (32 procent). Avrinningsområdet har 1,43 kvadratkilometer vattenytor vilket ger det en sjöprocent på 3,2 procent.